# Phyllonycteris
Phyllonycteris é um gênero de morcegos da família Phyllostomidae. Os gênero já foi incluído na subfamília Phylloncyterinae, porém atualmente é classificado em Glossophaginae.

## Espécies
- Phyllonycteris aphylla (Miller, 1898)
- †Phyllonycteris major Anthony, 1917
- Phyllonycteris poeyi Gundlach, 1860
- Referências

1. ↑  Canada, Agriculture et Agroalimentaire Canada;Gouvernement du. «Détails de l'enregistrement - Système mondial d'information sur la biodiversité (SMIB)». www.cbif.gc.ca. Consultado em 19 de janeiro de 2021